# Dipterocarpus applanatus
Espèce
Classification phylogénétique
Statut de conservation UICN

 VU  : Vulnérable
Le Dipterocarpus applanatus est un arbre sempervirent de Bornéo de la famille des Diptérocarpacées.

## Répartition
Endémique au Kalimantan.

## Préservation
En danger critique de disparition du fait de la déforestation.